# 예스트리클란드

예스트리클란드의 문장

예스트리클란드의 위치

예스트리클란드(스웨덴어: Gästrikland)는 스웨덴 북부 노를란드 지역을 구성하는 지방 가운데 하나로 면적은 4,200km2, 인구는 147,912명(2009년 기준)이다. 남쪽으로는 우플란드 지방과 베스트만란드 지방, 서쪽으로는 달라르나 지방, 북쪽으로는 헬싱글란드 지방과 접하며 동쪽으로는 보트니아만과 접한다. 노를란드 최남단에 위치한 지방이며 예블레보리주, 웁살라주가 이 지방에 속한다. 지방을 상징하는 꽃은 은방울꽃, 동물은 큰뇌조이다.